# Othman-ibn-Kohreb
Othman-ibn-Kohreb (fl. IX secolo) è stato un comandante militare al tempo della conquista musulmana di Palermo nell'831.
Non è nota l'origine di Othman-ibn-Kohrem. Dopo la morte del comandante militare berbero Asbagh-ibn-Wekîl, Othman assunse il potere ma fu estromesso dall'emiro aghlabita di Kairouan, Ziyadat Allah I, che nominò ufficialmente Abu-Fihr-Mohammed-ibn-Abd-Allah -ibn- Aghlab della famiglia degli emiri di Africa all'inizio dell'832.